# MTV Unplugged in New York
MTV Unplugged in New York è il primo album dal vivo del gruppo musicale statunitense Nirvana, pubblicato il 1º novembre 1994 dalla Geffen Records.
È stato premiato con il Grammy Award al miglior album di musica alternativa nel 1996.

## Descrizione
Si tratta della registrazione del concerto acustico tenutosi il 18 novembre 1993 per conto della serie Unplugged di MTV. Per l'occasione il gruppo fu affiancato dal chitarrista Pat Smear (già turnista durante il tour di In Utero) e dalla violoncellista Lori Goldston, oltre che dai fratelli Curt e Cris Kirkwood dei Meat Puppets, con i quali hanno eseguito tre brani di quest'ultimo gruppo.
Considerato da gran parte della critica e del pubblico una pietra miliare della musica degli anni novanta, grazie soprattutto all'intensa interpretazione di Kurt Cobain, il disco ha visto i Nirvana rivisitare in chiave acustica alcuni loro pezzi, amalgamati con cover di canzoni di vario genere, dall'indie pop dei Vaselines in Jesus Don't Want Me for a Sunbeam al blues di Where Did You Sleep Last Night? (interpretazione del brano tradizionale statunitense di fine XIX secolo In the Pines), passando da David Bowie. Alex Coletti, produttore di MTV Unplugged, ha dichiarato: «Per quanto riguarda la scenografia siamo partiti dalla grafica di In Utero, ma poi fu Kurt a suggerirmi i gigli orientali e le candele, il nostro scenografo Tom McPhillips li andò a comprare di corsa e ci adornò lo stage. Utilizzò anche una serie di tende ad anelli che cadevano sul palco. Molto bello».

## Promozione
In seguito al ritrovamento del cadavere di Cobain nell'aprile 1994, MTV mandò ripetutamente in onda l'esibizione dei Nirvana a MTV Unplugged. Per far fronte alla richiesta di nuovo materiale dei Nirvana e prevenire il dilagare dei bootleg, la DGC annunciò nell'agosto 1994 la prossima pubblicazione di un doppio album intitolato Verse Chorus Verse, che avrebbe incluso esibizioni live del gruppo dal 1989 al 1994, e l'intera performance MTV Unplugged. Tuttavia, selezionare le tracce per il disco si rivelò emotivamente troppo difficile per i membri superstiti della band, e quindi il progetto venne cancellato una settimana dopo l'annuncio ufficiale. Al suo posto, Novoselic e Grohl decisero di far uscire il concerto di MTV Unplugged. Scott Litt, che aveva prodotto il concerto, si occupò anche della produzione del disco.
MTV Unplugged in New York venne pubblicato il 1º novembre 1994, debuttando direttamente al primo posto nella classifica statunitense di Billboard, vendendo circa 310 500 copie nella prima settimana di uscita. Ben Thompson di Mojo scrisse: «Il problema con gli album unplugged tende ad essere che, se hanno senso come video, senza l'accompagnamento delle immagini, sembrano incompleti. Nel caso specifico dei Nirvana, ciò è in realtà un vantaggio, perché questa particolare esperienza è troppo intensa per essere ripetuta più volte». Entertainment Weekly assegnò all'album una A come voto. Il recensore David Browne fece notare come l'ascoltare la musica alla luce della morte di Cobain fosse "inquietante"; aggiungendo: «Oltre a indurre un senso di perdita per lo stesso Cobain, Unplugged esprime una senso di perdita musicale». Robert Christgau diede anch'egli al disco una A, scrivendo: «La performance vocale di Cobain ricorda quella di John Lennon in John Lennon/Plastic Ono Band.» Agli inizi del 1995, MTV Unplugged in New York aveva già sorpassato l'ultimo album in studio dei Nirvana In Utero (1993) in termini di vendite con 6.8 milioni di copie vendute. Rolling Stone ha classificato MTV Unplugged in New York alla posizione numero 279 nella lista dei migliori 500 album di sempre da loro redatta.
Il 20 novembre 2007 MTV Unplugged in New York è stato pubblicato anche in edizione DVD, contenente il concerto integrale restaurato (inclusi i brani Something in the Way e Oh Me, scartati dalla versione trasmessa in televisione), la versione originale teletrasmessa all'epoca, uno speciale di MTV del 1999 intitolato Bare Witness: Nirvana Unplugged e i cinque brani eseguiti durante le prove dello show vero e proprio come extra: Come As You Are, Polly, Plateau, Pennyroyal Tea e The Man Who Sold the World.

## Tracce
Testi e musiche di Kurt Cobain, eccetto dove indicato.
1. About a Girl – 3:38
2. Come as You Are – 4:14
3. Jesus Doesn't Want Me for a Sunbeam – 4:37 (testo: Kelly, McKee – musica: The Vaselines)
4. The Man Who Sold the World – 4:21 (David Bowie)
5. Pennyroyal Tea – 3:41
6. Dumb – 2:53
7. Polly – 3:16
8. On a Plain – 3:45
9. Something in the Way – 4:01
10. Plateau – 3:39 (testo: Curt Kirkwood – musica: Meat Puppets)
11. Oh Me – 3:26 (testo: Curt Kirkwood – musica: Meat Puppets)
12. Lake of Fire – 2:56 (testo: Curt Kirkwood – musica: Meat Puppets)
13. All Apologies – 4:23
14. Where Did You Sleep Last Night – 5:06 (tradizionale; arrangiamento: Leadbelly)

Contenuto bonus nella riedizione DVD del 2007
1. Come as You Are
2. Polly
3. Plateau
4. Pennyroyal Tea
5. The Man Who Sold the World

## Formazione
Gruppo
- Kurt Cobain – chitarra, voce
- Krist Novoselic – basso, fisarmonica (traccia 3), chitarra (tracce 10-12)
- Dave Grohl – batteria, voce, basso (traccia 3)

Altri musicisti
- Pat Smear – chitarra
- Lori Goldston – violoncello (tracce 3, 4, 6-9, 13 e 14)
- Curt Kirkwood – chitarra (tracce 10-12)
- Cris Kirkwood – chitarra (tracce 10 e 11), basso (traccia 12), cori (tracce 10 e 12)

Produzione
- Joel Stillerman – produzione esecutiva video
- Alex Coletti – produzione video
- Beth McCarthy – regia
- Nirvana – produzione audio
- Scott Litt – produzione audio
- Stephen Marcussen – mastering

## Classifiche

### Classifiche settimanali
| Classifica (1994-2021) | Posizione massima |
| ---------------------- | ----------------- |
| Australia              | 1                 |
| Austria                | 1                 |
| Belgio (Fiandre)       | 3                 |
| Belgio (Vallonia)      | 6                 |
| Canada                 | 1                 |
| Finlandia              | 3                 |
| Francia                | 1                 |
| Germania               | 6                 |
| Giappone               | 20                |
| Grecia                 | 4                 |
| Italia                 | 6                 |
| Norvegia               | 6                 |
| Nuova Zelanda          | 1                 |
| Paesi Bassi            | 2                 |
| Regno Unito            | 1                 |
| Spagna                 | 1                 |
| Stati Uniti            | 1                 |
| Svezia                 | 2                 |
| Svizzera               | 3                 |
| Ungheria               | 9                 |

### Classifiche di fine anno
| Classifica (1994) | Posizione |
| ----------------- | --------- |
| Australia         | 7         |
| Austria           | 23        |
| Canada            | 30        |
| Francia           | 5         |
| Italia            | 23        |
| Nuova Zelanda     | 46        |
| Paesi Bassi       | 25        |
| Regno Unito       | 39        |
| Spagna            | 37        |
| Svezia            | 26        |
| Classifica (1995) | Posizione |
| Australia         | 13        |
| Austria           | 15        |
| Belgio (Fiandre)  | 14        |
| Belgio (Vallonia) | 8         |
| Canada            | 6         |
| Germania          | 19        |
| Nuova Zelanda     | 17        |
| Paesi Bassi       | 24        |
| Spagna            | 17        |
| Stati Uniti       | 13        |
| Svizzera          | 9         |
| Classifica (2021) | Posizione |
| Belgio (Fiandre)  | 94        |
| Belgio (Vallonia) | 131       |
| Classifica (2022) | Posizione |
| Belgio (Fiandre)  | 170       |
| Classifica (2024) | Posizione |
| Portogallo        | 165       |